# Benjamin Verdery
Benjamin Verdery (* 1. Oktober 1955 Danbury/Connecticut) ist ein US-amerikanischer Gitarrist, Komponist und Musikpädagoge.

## Leben
Verdery wuchs mit der Musik der Episkopalkirche von Danbury auf, in der sein Vater Pastor war. Durch einen älteren Bruder lernte er auch die Musik der Paul Butterfield Blues Band, von Jethro Tull, Pentangle, Bert Jansch und anderen kennen. Ersten Gitarrenunterricht hatte er bei einem örtlichen Jazzmusiker namens Russ Mumma. Später nahm er Unterricht in klassischer Gitarre bei Phillip de Fremery und Frederic Hand und studierte klassische Gitarre an der State University of New York at Purchase. In Arles besuchte er die Meisterklasse von Leo Brouwer, und weiteren Unterricht nahm er bei Anthony Newman und Seymour Bernstein.
In den 1980er Jahren lernte er den spanischen Flamenco-Gitarristen Paco Penã und John Williams kennen, die seine Freunde wurden und mit denen er häufig zusammenarbeitete. Er gehörte in dieser Zeit zu einer Gruppe von Musikern, die sich bei dem Instrumentenbauer Thomas Humphrey in Manhattan traf, und zu der u. a. Eliot Fisk, Sharon Isbin, Sergio und Odair Assad, David Starobin, Lily Afshar und David Tanenbaum gehörten.
Seit 1985 ist Verdery Professor für Gitarre an der Yale School of Music. Hier studierten u. a. Jiji Kim, Rene Izquierdo, Kim Perlak, Michael Nicolella, Matthew Rohde, Bruno Roussel und Scott Borg bei ihm. Von 1999 bis 2023 veranstaltete er die Maui Summer Master Class, und von 2007 bis 2020 war er künstlerischer Leiter der Konzertreihe 92Y’s Art of the Guitar. Außerdem ist er Ehrenmitglied im Vorstand der Suzuki Association of the Americas.
Verdery nahm mehr als fünfzehn Alben auf mit Musikern wie Andy Summers, Frederic Hand, William Coulter, Leo Kottke, Anthony Newman, Jessye Norman, Hermann Prey, Billy Dean Thomas, Marc Martin und Nano Stern und mit eigenen sowie klassischen Kompositionen u. a. von Johann Sebastian Bach Richard Strauss und Wolfgang Amadeus Mozart und für ihn komponierten Werken von Ezra Laderman, Daniel Asia, Martin Bresnick, Bryce Dessner, Javier Farias, Aaron Jay Kernis, John Anthony Lennon, David Leisner, Hannah Lash, Ingram Marshall, Anthony Newman, Roberto Sierra, Van Stiefel, Christopher Theofanidis und Jack Vees.
Selbst komponierte Verdery Stücke für das The Assad Duo, die Gitarristen David Russell, Scott Tennant, John Williams und John Etheridge, das Chilean Guitar Ensemble, das Pensacola Guitar Orchestra, Thomas Offermann und das Gitarrenensemble der Hochschule für Musik und Theater Rostock und andere sowie Filmmusiken u. a. für den Dokumentarfilm Corida Goyesque. Internationalen Erfolg hatten seine Scenes from Ellis Island, die vom Los Angeles Guitar Quartet auf ihrer CD Air and Ground aufgenommen wurden.
Konzerttourneen unternahm Verdery durch die USA, Kanada, Europa und Asien, und er trat u. a. beim Ottawa ChamberFest, den Gitarrenfestivals von Verona, Belgrad und Havanna und beim Festival Internacional de Guitarra de Taxco, im Theater Carré, in der Wigmore Hall und an der Metropolitan Opera auf. Mit seiner Frau, der Flötistin Rie Schmidt, bildet er das Schmidt/Verdery Duo. Das Guitar Players Magazine zeichnete ihn 1991 für die beste klassische Gitarrenaufnahme aus, und 2005 erhielt er den Classical Recording Foundation Award.